# Japinha
Ricardo Di Roberto (São Paulo, 18 de setembro de 1973),  conhecido pelo seu nome artístico Japinha, é um músico brasileiro famoso por ter sido o baterista da banda CPM 22 de 1999 até 2020. É vocalista e guitarrista na banda Dinossaurus liderada por ele, e foi membro-fundador do Hateen. 
Com a banda CPM 22, foi vencedor do Grammy Latino em 2008, na categoria de melhor disco de rock brasileiro, tendo também recebido por três vezes consecutivas o troféu do MTV Video Music Brasil, como baterista da "Banda dos Sonhos". Japinha é um baterista que transita por vários estilos musicais, porém ganhou maior reconhecimento através do rock. Seu estilo de tocar é marcado por viradas rápidas características do hardcore melódico, punk rock e heavy metal. Tem preferência por pratos com grandes polegadas, pois geram mais som (corpo e volume), além de serem mais resistentes a batidas fortes.  Atualmente ele usa pratos Sabian e baquetas Vic Firth, sua bateria é uma Ludwig Drums (endorsements). Outra característica de Japinha é o fato de compor diversas músicas para os discos de suas bandas.
Além da atuação na música, possui projetos paralelos em algumas outras áreas, atuando como escritor, colunista de revista, produtor, palestrante e como convidado para debater e emitir opiniões esportivas em programas de rádio e televisão.
No dia 10 de junho de 2020 a banda CPM 22 anunciou o afastamento do baterista. Em 17 de agosto de 2020, Japinha foi oficialmente demitido da banda. O desligamento se deu após vazamento de conversas do músico com suposta jovem de 16 anos.

## Biografia

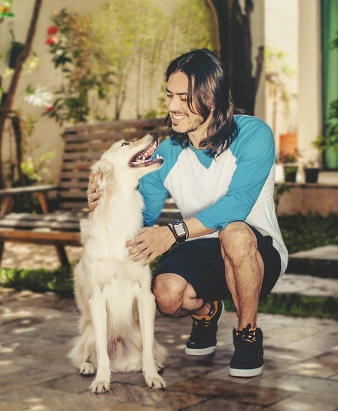
Japinha e Floquinho Calendário Veg 2016

Ricardo Di Roberto é brasileiro de ascendência italiana e japonesa. Começou a tocar bateria aos onze anos de idade no Instituto Beck localizado na Mooca em São Paulo. Antes de iniciar a carreira musical, trabalhou como professor de inglês, bancário, funcionário público e programador de computadores.

Adepto da alimentação saudável, é ovolactovegetariano, além de não fumar, não tomar bebidas alcoólicas e não fazer uso de drogas. É praticante de diversos esportes, como natação, basquete, corrida de rua, futebol, yoga e surfe.

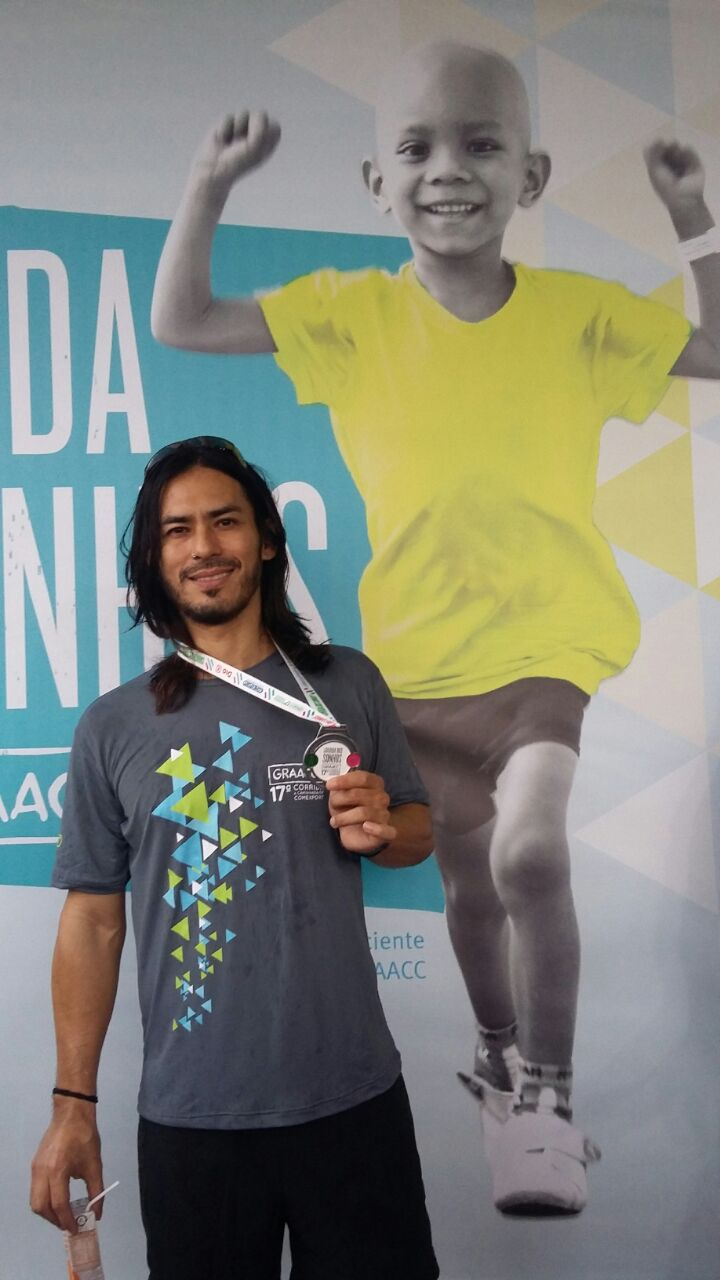
Japinha na 17ª. Corrida e Caminhada GRAACC

Na vida acadêmica, Japinha acumula quatro graduações universitárias, sendo elas: Administração de Empresa pela PUC, Turismo e Ciências Sociais pela USP e Filosofia pela Universidade Mackenzie.
Japinha é um defensor dos direitos dos animais e frequentemente participa de campanhas e iniciativas de instituições que defendem a causa, como por exemplo sua participação no “Calendário Veg” de 2014 e 2016.
É voluntário e colaborador de ONGs, participando em eventos para ajudar entidades e associações diversas de combate ao Câncer de Adolescentes e Crianças, pessoas com dificuldades física ou motora, além de outros projetos sociais.

## Carreira

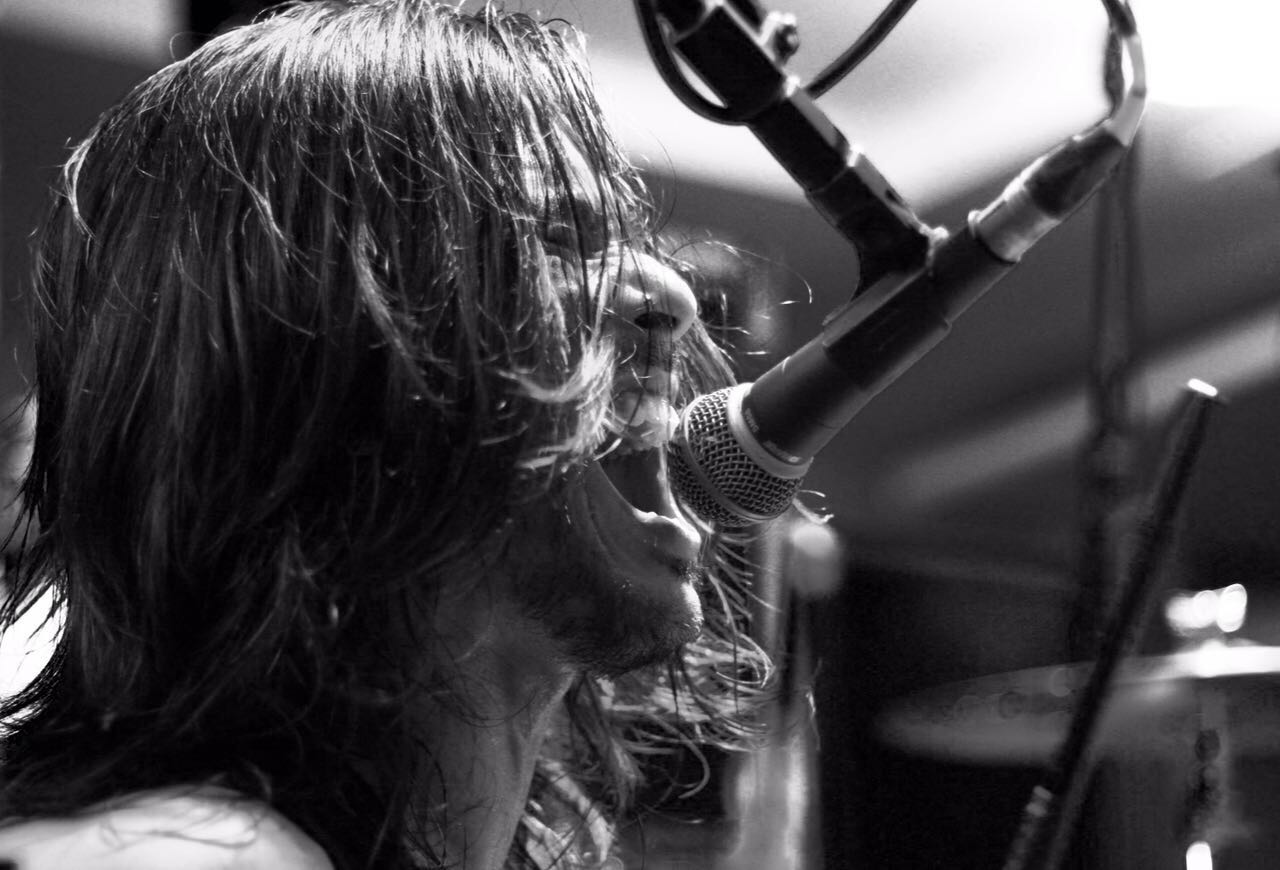
Ricardo Japinha nos vocais

Iniciou sua carreira profissional como baterista em 2000, quando a banda CPM 22 assinou um contrato artístico com a gravadora Abril Music. Além da bateria, atua na banda como backing vocal e compositor.
Ao longo da carreira como integrante  do CPM 22, apresentou-se em diversos lugares do mundo, como Japão, paises do continente europeu e americano. Participou também da  edição do Rock in Rio 2015, quando a banda comemorou 20 anos de carreira.
Paralelamente à sua atuação na banda CPM 22, foi membro-fundador da banda Hateen, onde tocou por 10 anos, gravou cinco álbuns e um DVD.
Em 2009, iniciou um projeto paralelo batizado de Arizona. A banda contava exclusivamente com violões e voz, porém mudou seu formato de acústico para elétrico em 2014, acrescentando guitarras, baixo e bateria. Em 2018 a banda teve seu nome alterado para Dinossaurus  devido a problemas com o registro do nome antigo, inaugurando uma nova fase com divulgação em plataformas digitais. O repertório da banda conta com sons autorais na sua maioria e mais alguns covers, e nela o Ricardo Japinha toca guitarra  e assume os vocais principais.
Japinha atua também como produtor musical, atendendo a convites de bandas de rock.

## Outros projetos

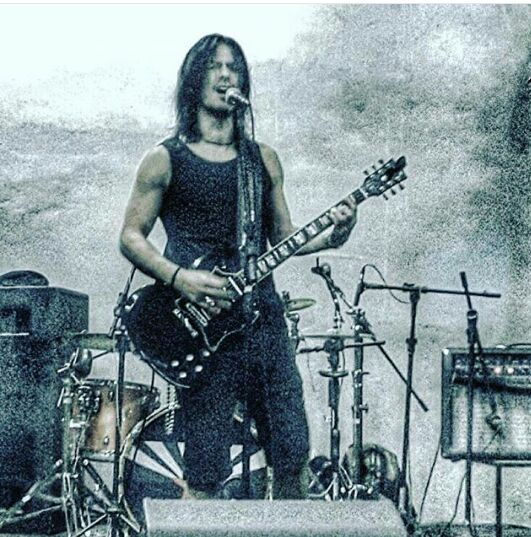
Japinha na guitarra e vocal

Fora dos palcos, Japinha é frequentemente convidado para a realização de workshops de bateria, entrevistas em canais do YouTube para comentar sobre música, esportes e estilo de vida saudável.
Participa frequentemente de programas esportivos em rádio e televisão, para debater e emitir opiniões sobre diversos assuntos ligados a esportes, em especial futebol. É considerado um dos torcedores mais influentes do Sport Club Corinthians Paulista, tendo sido inclusive presenteado pelo então presidente Andrez Sanchez com um título remido do clube.
Como colunista e escritor, publicou um livro para adolescentes lançado em 2010, sob o título de “Qual é a dele? – O que você precisa saber sobre os assuntos da juventude, na visão de um rock star”, que contém a coletânea de textos escritos por ele durante os seis anos em que foi colaborador da revista “Atrevida”.
No campeonato de futebol Rockgol, por músicos e exibido em rede nacional pela MTV Brasil anualmente por mais de 15 anos, se tornou o maior artilheiro de todas as edições, com 58 gols. Durante o programa, em que junto com o CPM 22 foi campeão das edições de 2006 e 2013, vice-campeão em 2002, terceiro lugar em 2004 e quarto lugar em 2005, foi apelidado de "Pequeno Samurai" pelos apresentadores Paulo Bonfá e Marco Bianchi.
Como palestrante, atua com temas relacionados às suas formações, incrementado por contextos de Psicologia Social, área na qual é estudioso. Já ministrou palestras online e presencial em universidades e simpósios internacionais.

## Livro
2010 -  “Qual é a dele? – O que você precisa saber sobre os assuntos da juventude, na visão de um rock star”

## Prêmios
| Ano  | Prêmio                                                  | Categoria                       | Entidade                                        |
| ---- | ------------------------------------------------------- | ------------------------------- | ----------------------------------------------- |
| 2005 | Melhores do Ano (CPM 22)                                | Melhor Banda                    | Domingão do Faustão                             |
| 2005 | Melhor baterista (CPM 22)                               | Banda dos Sonhos                | Video Music Brasil (VMB)                        |
| 2005 | Meus Prêmios Nick (CPM 22)                              | Banda Favorita                  | Nickelodeon Kids' Choice Awards                 |
| 2005 | Meus Prêmios Nick - Um minuto para o fim do mundo       | Melhor Música                   | Nickelodeon Kids' Choice Awards                 |
| 2006 | Meus Prêmios Nick (CPM 22)                              | Banda Favorita                  | Nickelodeon Kids' Choice Awards                 |
| 2006 | Melhores do Ano (CPM 22)                                | Melhor Banda                    | Domingão do Faustão                             |
| 2006 | Melhores do Ano (CPM 22)                                | Melhor Banda                    | Domingão do Faustão                             |
| 2006 | Melhor baterista (CPM 22)                               | Banda dos Sonhos                | Video Music Brasil (VMB)                        |
| 2006 | Banda Revelação (Hateen)                                | Banda/Artista Revelação         | Video Music Brasil (VMB)                        |
| 2007 | Melhor baterista (CPM 22)                               | Banda dos Sonhos                | Video Music Brasil (VMB)                        |
| 2007 | Multishow de Música Brasileira - DVD CPM 22 MTV ao vivo | Melhor DVD                      | Multishow                                       |
| 2008 | Grammy Latino (CPM 22)                                  | Melhor álbum de rock brasileiro | Academia Latina de Artes e Ciências da Gravação |

## Discografia

### CPM 22
| Álbuns | Álbuns                               |
| Ano    | Título                               |
| ------ | ------------------------------------ |
| 2000   | A Alguns Quilômetros de Lugar Nenhum |
| 2001   | CPM 22                               |
| 2002   | Chegou a Hora de Recomeçar           |
| 2005   | Felicidade Instantânea               |
| 2007   | Cidade Cinza                         |
| 2011   | Depois de um Longo Inverno           |
| 2017   | Suor e Sacrifício                    |

| Álbuns ao Vivo | Álbuns ao Vivo                  |
| Ano            | Título                          |
| -------------- | ------------------------------- |
| 2006           | MTV ao Vivo                     |
| 2013           | CPM 22 - Acústico               |
| 2016           | CPM 22 – Ao Vivo no Rock in Rio |

| Coletâneas | Coletâneas                      |
| Ano        | Título                          |
| ---------- | ------------------------------- |
| 2007       | Sem Limite (Disco Duplo)        |
| 2015       | CPM 22 20 Anos                  |
| 2016       | CPM 22 – Ao Vivo no Rock in Rio |

| DVDs | DVDs                                   |
| Ano  | Título                                 |
| ---- | -------------------------------------- |
| 2004 | CPM 22 - O Vídeo (1995/2003)           |
| 2005 | Felicidade Instantânea                 |
| 2006 | MTV Ao Vivo                            |
| 2013 | Acústico                               |
| 2016 | CPM 22 - Rock In Rio ao Vivo - 20 Anos |

### Dinossaurus
| Single | Single         |
| Ano    | Título         |
| ------ | -------------- |
| 2018   | Dia de Fúria   |
| 2018   | Hoje           |
| 2018   | Viver e Morrer |
| 2019   | Ódio e Amor    |
| 2019   | Tudo Aquilo    |
| 2019   | Parece Mentira |
| 2020   | Sem Destino    |

### Arizona
| EP   | EP          |
| Ano  | Título      |
| ---- | ----------- |
| 2016 | Agora Chega |

### Hateen
| Álbuns | Álbuns                      |
| Ano    | Título                      |
| ------ | --------------------------- |
| 1996   | Hydrophobya                 |
| 2000   | Dear Life                   |
| 2002   | More Live Than Dead         |
| 2004   | Loved                       |
| 2006   | Procedimentos de emergência |

## Composições
| Título                     | Título            |
| -------------------------- | ----------------- |
| Irreversível               | Parece Mentira    |
| Never going to be the same | Remédio           |
| Duas semanas               | Tudo Aquilo       |
| Pouco pra mim              | Agora Chega       |
| Últimas palavras           | Viver e Morrer    |
| Give me a call             | Nada é Pra Sempre |
| Ilusões                    | Hoje              |
| Venha Conosco              | Ódio e Amor       |
| Dia de Fúria               | Sem Destino       |